# 11361 Orbinskij
11361 Orbinskij eller 1998 DD36 är en asteroid i huvudbältet som upptäcktes den 28 februari 1998 av den japanska astronomen Tsutomu Seki vid Geisei-observatoriet. Den är uppkallad efter astronomen Artemij R. Orbinskij.
Asteroiden har en diameter på ungefär 4 kilometer.